# Якобс, Лиза
Лиза Якобс (нидерл. Lisa Jacobs; род. 1985) — нидерландская скрипачка.
С восьмилетнего возраста училась в Утрехтской консерватории у Джойс Тан, затем в 2003—2009 гг. в Амстердамской консерватории у Ильи Груберта. Одновременно в 2007—2009 гг. занималась в Мюнхенской высшей школе музыки у Кристофа Поппена. В разное время совершенствовала своё мастерство под руководством Максима Венгерова, Анны Чумаченко, Нелли Школьниковой. В 2005 г. выиграла Международный конкурс скрипачей имени Яши Хейфеца в Вильнюсе.
В 17 лет дебютировала с Оркестром Консертгебау под руководством Риккардо Шайи. Записала альбом скрипичных концертов Пьетро Локателли, знакомству с которыми она в детстве была обязана первой влюблённостью в скрипку. Выпустила также концертную запись скрипичного концерта Карла Нильсена, встретившую неоднозначное мнение критики.